# Bandmatrix
Een bandmatrix is een vierkante matrix waarbij behalve in een aantal diagonalen naast de hoofddiagonaal alleen nullen voorkomen. Diagonalen zijn lijnen in de matrix die schuin van linksboven naar rechtsonder lopen. Op een diagonaal is het verschil van de rij-index en de kolomindex van de elementen constant. De hoofddiagonaal is de lijn waarop deze twee indices gelijk zijn en loopt door het midden van de matrix van het element links bovenaan naar het element rechts onderaan. 
Een bandmatrix met behalve de hoofddiagonaal alle elementen gelijk aan nul, heet een diagonaalmatrix. Deze heeft dus de structuur:
{\displaystyle {\begin{bmatrix}{a_{1,1}}&{0}&{}&{}&{0}\\{0}&{a_{2,2}}&{0}&{}&{}\\{}&{0}&{a_{3,3}}&\ddots &{}\\{}&{}&\ddots &\ddots &{0}\\{0}&{}&{}&{0}&{a_{n,n}}\\\end{bmatrix}}}
Een tridiagonale matrix is een matrix waarin behalve de hoofddiagonaal ook nog de twee naastliggende nevendiagonalen de elementen ongelijk aan nul kunnen voorkomen. De structuur is dus:
{\displaystyle {\begin{bmatrix}{a_{1,1}}&{a_{1,2}}&{}&{}&{0}\\{a_{2,1}}&{a_{2,2}}&{a_{2,3}}&{}&{}\\{}&{a_{3,2}}&{a_{3,3}}&\ddots &{}\\{}&{}&\ddots &\ddots &{a_{n-1,n}}\\{0}&{}&{}&{a_{n,n-1}}&{a_{n,n}}\\\end{bmatrix}}}
waarbij de elementen {\displaystyle a_{i+1,i}} de onderdiagonaal vormen en de elementen {\displaystyle a_{i,i+1}} de bovendiagonaal . Op de onderdiagonaal is de rij-index van de elementen steeds een meer dan de kolomindex en op de bovendiagonaal een minder. Een tridiagonale matrix is tegelijk een boven- en benedenhessenbergmatrix.
Een bandmatrix met twee langsliggende nevendiagonalen aan elke zijde van de hoofddiagonaal heet een pentadiagonale matrix. De structuur is dan:
{\displaystyle {\begin{bmatrix}{a_{1,1}}&{a_{1,2}}&{a_{1,3}}&{0}&{}&{0}\\{a_{2,1}}&{a_{2,2}}&{a_{2,3}}&{a_{2,4}}&{}&{0}\\{a_{3,1}}&{a_{3,2}}&{a_{3,3}}&{a_{3,4}}&\ddots &{0}\\{0}&{a_{4,2}}&{a_{4,3}}&{a_{4,4}}&\ddots &{a_{n-2,n}}\\{}&{}&\ddots &\ddots &\ddots &{a_{n-1,n}}\\{0}&{}&{}&{a_{n,n-2}}&{a_{n,n-1}}&{a_{n,n}}\\\end{bmatrix}}}
Een bandmatrix kan worden opgeslagen door in de horizontale richting de 'matrix dicht te schuiven', zodat de diagonaal elementen boven elkaar komen te staan. Een tridiagonale {\displaystyle n\times n}-matrix kan zo worden opgeslagen als een {\displaystyle n\times 3}-matrix. Bij zeer grote bandmatrices, zoals die regelmatig in de numerieke wiskunde voorkomen bij het oplossen van grote stelsels, wordt zo vermeden een groot deel van het beschikbare geheugen op te vullen met nutteloze nullen. Er moet dan rekening mee worden gehouden dat coëfficiënten bij dezelfde onbekende niet meer onder elkaar staan, maar schuin onder elkaar, van rechtsboven naar linksonder. 
Voor stelsels van lineaire vergelijkingen waarvan de coëfficiëntenmatrix een tridiagonale matrix is, kan het tridiagonale-matrix-algoritme worden gebruikt.